# Kyle Snyder
Kyle Snyder (* 20. listopadu 1995, Woodbine, Maryland, USA) je americký zápasník volnostylař, olympijský vítěz z roku 2016.

## Sportovní kariéra
Vyrůstal na rodinné farmě ve Woodbine v Marylandu. Zápasení podle amerických školských pravidel se aktivně věnoval od 15 let na střední škole Good Counsel v Olney pod vedením Skylara Saara. Po skončení střední školy byl přijat na univerzitu Ohio State Buckeyes, kterou reprezentuje v zápasení podle amerických univerzitních pravidel pod vedením Toma Ryana. Olympijskému volnému stylu se věnuje ve vrcholovém tréninkovém centru v Colorado Springs pod vedením Billa Zadicka. V americké reprezentaci se pohybuje od roku 2013 ve váze do 97 kg. V roce 2015 se stal nejmladším americkým mistrem světa v zápasu ve volném stylu a v roce 2016 na titul mistra světa navázal ziskem zlaté olympijské medaile na olympijských hrách v Riu, když ve finále porazil Chetaga Gozjumova z Ázerbájdžánu.

## Výsledky
| Olympijské hry          |    |    |    | 1. |    |  |  |  |  |  |  |  |  |  |  |  |  |  |  |  |  |  |  |
| Mistrovství světa       | —  | —  | 1. |    | 1. |  |  |  |  |  |  |  |  |  |  |  |  |  |  |  |  |  |  |
| Panamerické hry         |    |    | 1. |    |    |  |  |  |  |  |  |  |  |  |  |  |  |  |  |  |  |  |  |
| Panamerické mistrovství | —  | —  | —  | —  | 1. |  |  |  |  |  |  |  |  |  |  |  |  |  |  |  |  |  |  |
| MS juniorů              | 1. | 3. | —  |    |    |  |  |  |  |  |  |  |  |  |  |  |  |  |  |  |  |  |  |